# اوسیتشکی
اوسیتشکی (به چکی: Osičky) یک منطقهٔ مسکونی در جمهوری چک است که در ناحیه هرادتس کرالووه واقع شده‌است. اوسیتشکی ۱۳۸ نفر جمعیت دارد.